# Sangue vivo
Sangue vivo è un film del 2000 diretto da Edoardo Winspeare.
Il film narra i dissapori tra due fratelli salentini. 

## Trama
Pino vive facendo il fruttivendolo ambulante, il piccolo contrabbandiere di sigarette e suonando la pizzica con il suo gruppo musicale, mentre il fratello minore, Donato, si barcamena tra piccoli lavoretti e cerca di sfuggire alla sua tossicodipendenza.
I loro problemi, però, sembrano non finire. Infatti, Pino ha accettato l'aiuto economico di un ricco malavitoso locale al fine di permettere alla moglie l'apertura di una piccola attività commerciale, che tuttavia stenta a decollare, e quindi oltre agli ingenti interessi gli viene anche chiesto di partecipare ad un viaggio in Albania, finalizzato a portare clandestinamente in Italia una giovane donna. 
Inoltre Pino ha ancora un conto in sospeso con la giustizia, anche se il suo cruccio maggiore è quello di ritenersi responsabile per la morte del padre, avvenuta per un incidente in un loro appezzamento di terreno. Il segno del rancore del genitore defunto si manifesterebbe nel fatto che egli si rifiuta di incontrarlo in sogno.
Tutto sembra volgere al meglio quando il processo viene celebrato e Pino è condannato soltanto al pagamento di una grossa multa ma non viene rinchiuso in carcere e quando il compagno della sorella, un produttore musicale barese, decide di far incidere un disco al gruppo di pizzica di cui fa parte.
I guai di Donato invece aumentano quando un suo amico, spacciatore per conto del malavitoso che ha aiutato il fratello, decide non solo di effettuare una rapina, ma anche di rischiare la vita rubando della droga al suo boss. Naturalmente Donato in nome dell'amicizia si fa coinvolgere in questi piani e finisce per scontrarsi con il fratello, proprio sul luogo della rapina. 
Fortunatamente il commando, composto da Donato e dai suoi amici, agisce incappucciato e quindi Pino non riesce ad identificarne nessuno. Il membro psicologicamente più debole della piccola banda armata (il figlio del dottore), teme però di essere stato riconosciuto e avrebbe voluto che lo scomodo testimone fosse stato ucciso.
Nel frattempo il boss scopre l'inganno del suo furbo scagnozzo e decide di punirlo facendolo uccidere. La voce giunge a Pino che, sapendo dell'amicizia dei due, teme per la vita del fratello, scomparso dalla sera prima. Quando decide di andarlo a cercare a casa del figlio del dottore, questi credendo che il fruttivendolo sappia della rapina lo conduce con l'inganno nelle campagne e gli spara. 

## Produzione
Le location scelte (tutte nel Salento), sono: Lecce, Alessano, Tricase, Specchia e la costa salentina.

## Riconoscimenti
- Ciak d'oro
  - 2001 - Miglior sonoro a Bruno Pupparo[2]